# American President Lines

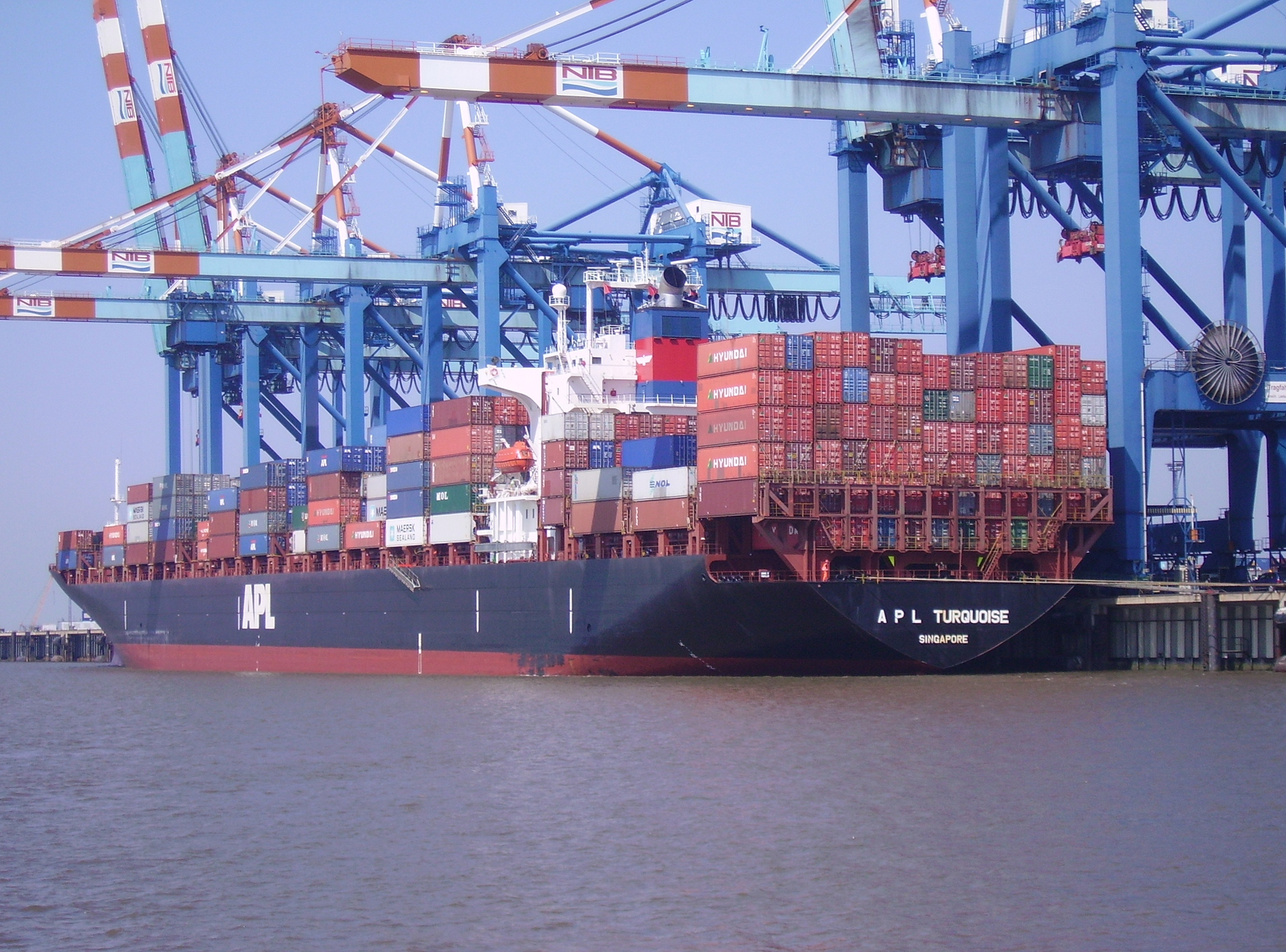
Containerschiff APL Turquoise in Bremerhaven

American President Lines Ltd. (kurz APL) ist eine der größten Containerschiff-Reedereien der Welt. Mitte 2015 besaß die APL 92 Schiffe mit einer Kapazität von 560.597 TEU.
Sie war bis zum Sommer 2016 100 %-Tochtergesellschaft der Neptune Orient Lines (NOL) mit Sitz in Singapur. Im Zuge der weltweiten Konsolidierung der Containerschiffsbranche wurde die Reederei an die französische CMA CGM-Gruppe verkauft. Seit dem dritten Quartal 2016 ist APL vollständig in die CMA CGM-Bilanz integriert.
Im September 2020 teilte APL mit, dass der Name APL Co. Pte Ltd mit Wirkung vom 1. Dezember 2020 in CMA CGM Asia Shipping Pte. Ltd. geändert wird.

## Geschichte
1938 übernahm die US-Regierung das Management der Dollar Steamship Co., die in finanziellen Schwierigkeiten geraten war und transferierte das Restvermögen auf die eben gebildete American President Lines.
Die Firma bearbeitete Trans-Pazifik- und „round-the-world“-Dienstleistungen, aber der Krieg in Europa unterbrach die Geschäfte. Nachdem die Vereinigten Staaten in den Krieg eingetreten waren, wurde die gesamte Flotte für den Truppentransport konfisziert.
Nach dem Zweiten Weltkrieg nahm APL die Passagierschifffahrt mit den 1947 und 1948 fertiggestellten Schiffen President Cleveland und President Wilson wieder auf.
Mit den ab 1988 in Dienst gestellten Schiffen des Typs C11 betrieb die Reederei die seinerzeit weltweit größten Containerschiffe mit 4826 TEU.
1998 wurde APL durch die Reederei Neptune Orient Lines (NOL) aus Singapur übernommen. NOL entschied, die Containerlinie unter der Marke APL weiterzuführen. NOL wurde zur Holding von APL und als aktive Containerreederei aus dem Markt genommen.
Seit 2013 besitzt die APL ULCS-Containerschiffe vom APL-Temasek-Typ mit 14.000 TEU Kapazität.

## Umwelt
34 neue Containerschiffe erhalten die technischen Voraussetzungen für einen Landanschluss und drei Liegeplätze das APL-Terminals in Oakland werden mit der dafür notwendigen Technologie ausgestattet. Das APL-Terminal in Los Angeles erhielt Portalkrane mit Energierückgewinnung beim Absenken der Container. 2012 wurde testweise ein Schwefelscrubber installiert, um Erfahrung mit dieser Methode der Emissionsreduzierung zu sammeln.